# Haiden
Haiden je naselje v Občini Trg v Okraju Trg na Koroškem v Avstriji.